# Рубин, Павел Германович
Рубин Павел Германович (17 ноября 1874 или 5 [17] ноября 1874, Вильна — 30 мая 1960) — советский учёный, доктор технических наук. Заслуженный деятель науки и техники УССР (1941).

## Биография
Родился 5 (17) ноября 1874 года в Вильно. Детство провёл в Колпино под Петербургом.
Обучался во 2-й Санкт-Петербургской классической гимназии. Затем поступил в Петербургский горный институт, который окончил в 1898 году.
Работал ассистентом у профессора Липина, затем 15 месяцев стажировался за границей. С 1903 года работает на сталлелитейном заводе в Екатеринославе. В 1904 году опубликовал книгу «Топливо и его сжигание в Рейнско-Вестфальской промышленности». С 1905 года также работает в Екатеринославском горном училище. Входил в состав делегации от представителей общественности Екатеринослава с просьбой дать права института Екатеринославскому училищу. Построил металлургическую лабораторию в училище. После революции возглавлял Украинский институт металлов. Был под подозрением у ГПУ в 1930 году. С 1931 года работал в Донецком индустриальном институте.
В 1941—1943 годах находился в эвакуации в Сталинске, возглавлял кафедру металлургии чугуна Сибирского металлургического института в 1947—1951 годах, а также химико-металлургический институт Западно-Сибирского филиала АН СССР. Возглавлял комитет учёных Сталинска.
Умер 30 мая 1960 года.